# Cruel Sun
Cruel Sun is het debuutalbum van de Amerikaanse band Rusted Root.

## Tracklist
1. "Primal Scream"
2. "Tree"
3. "Artificial Winter"
4. "Martyr"
5. "Where She Runs"
6. "Send Me On My Way"
7. "Won't Be Long"
8. "Cat Turned Blue"
9. "Back to the Earth"
10. "Scattered"